# ستيفن فرينك
ستيفن فرينك (بالإنجليزية: Stephen Frink)‏ هو مصور أمريكي، ولد في 1978.